# Alexis Langer

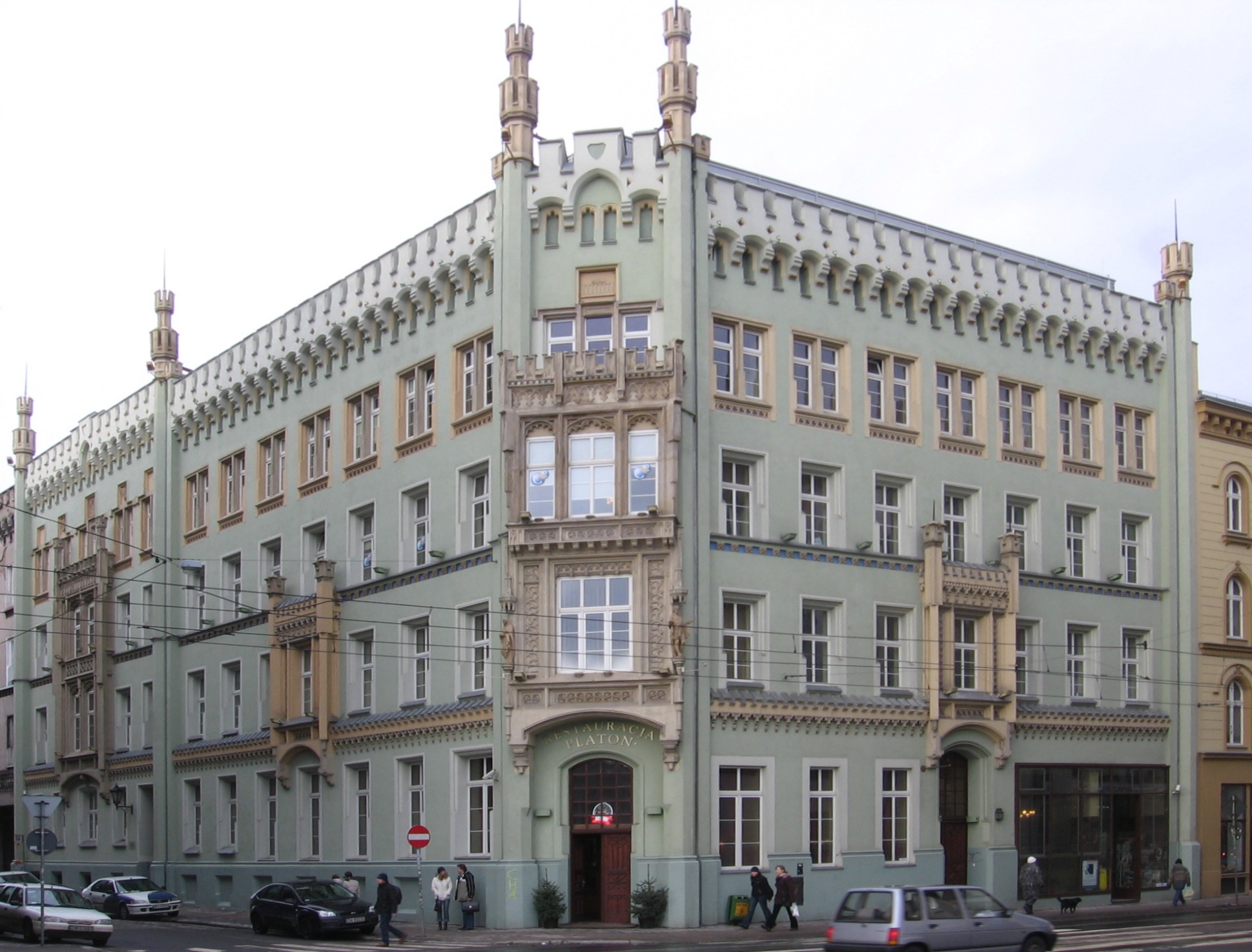
A. Langer: kamienica przy Krupniczej we Wrocławiu (1853)

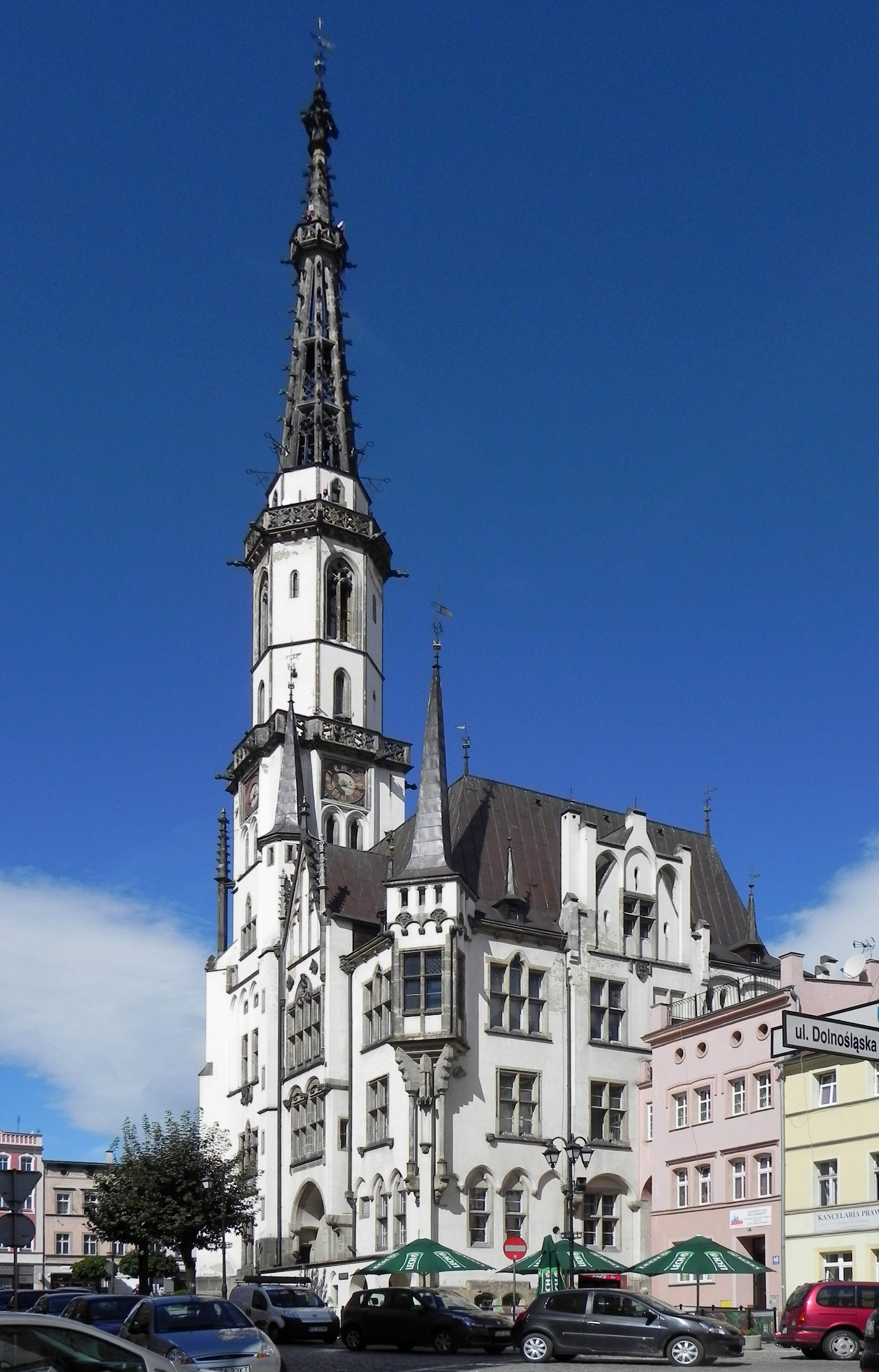
Ratusz w Ząbkowicach Śląskich

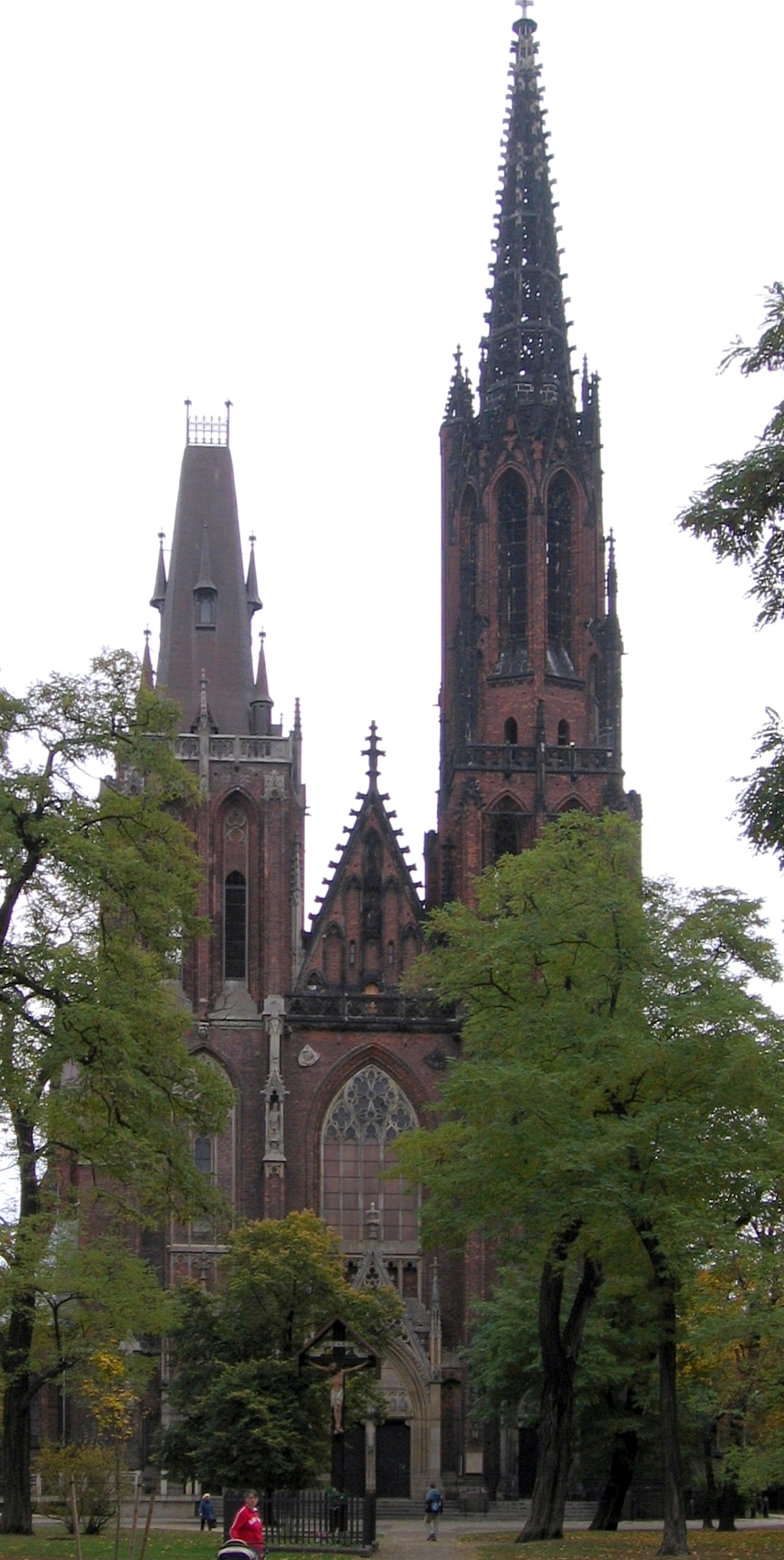
A. Langer: Kościół św. Michała we Wrocławiu. Widoczna wieża północna, odbudowana po katastrofie w 1868 jako niższa

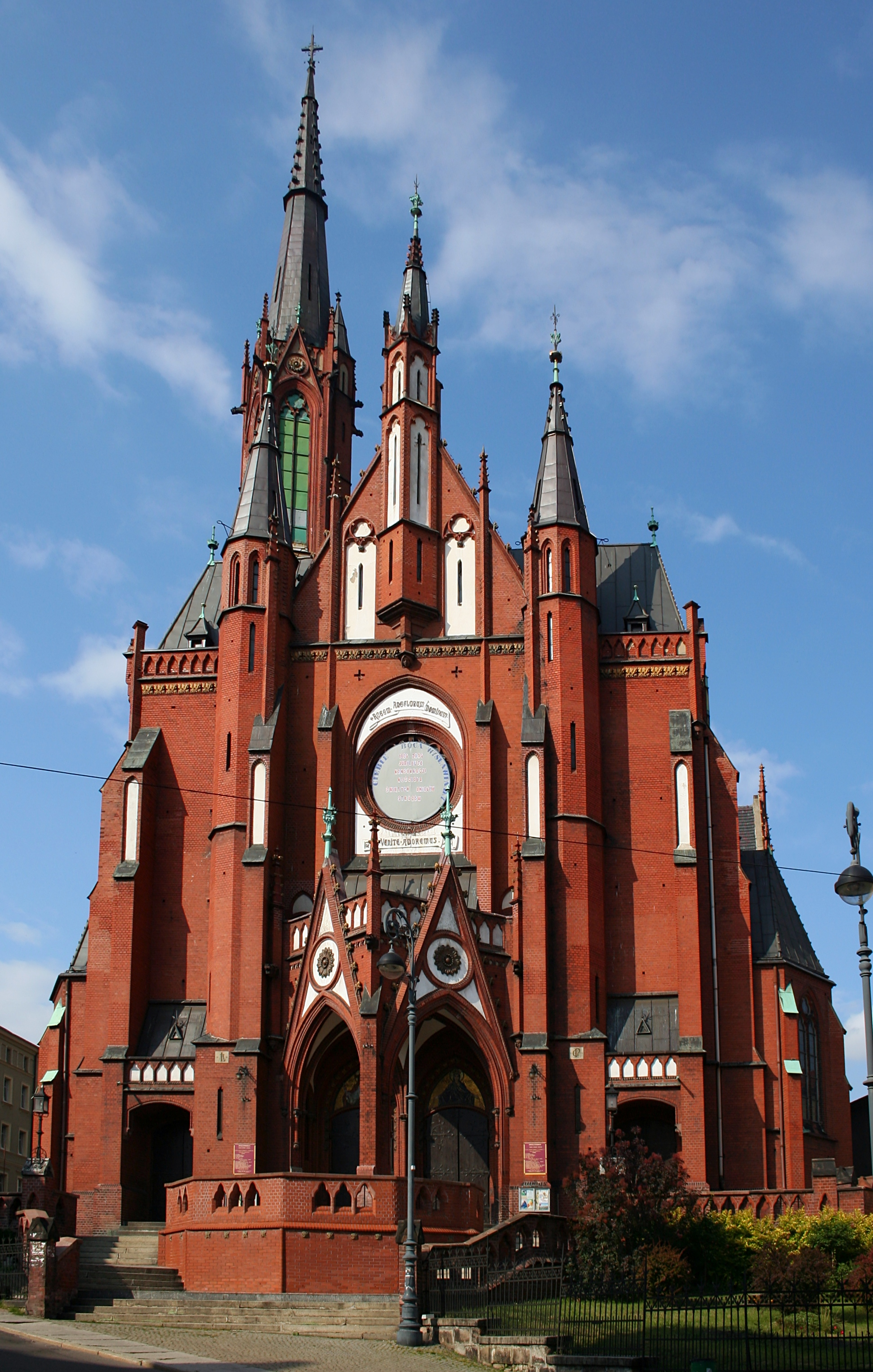
Wałbrzych, kolegiata

Alexis Langer (ur. 2 lutego 1825 w Oławie, zm. 21 września 1904 we Wrocławiu) – niemiecki architekt, przedstawiciel stylu neogotyckiego, działał głównie na terenie Śląska.

## Życiorys
Langer pochodził z rodziny ewangelickiej. W młodości nauki pobierał u mistrzów murarskich w Oławie i Kłodzku, w latach 1845–1846 kształcił się w Królewskiej Szkole Sztuki, Budownictwa i Rzemiosła we Wrocławiu. Tytuł mistrza murarskiego zyskał w Kłodzku w 1848. W tym okresie też dużo podróżował, poznawał architekturę Niemiec i kontaktował się z doświadczonymi architektami.
Pierwszym ważnym zrealizowanym projektem Langera była kamienica na rogu ulic Krupniczej i Włodkowica we Wrocławiu, zbudowana w 1853. Architekt zyskał uznanie i otrzymał nowe zamówienia, m.in. wrocławski biskup katolicki Heinrich Förster zlecił mu zbudowanie kaplicy cmentarnej. Odtąd Langer zaczął coraz ściślej współpracować z biskupem. W 1858 Langer przeszedł na katolicyzm. W 1862, również na zlecenie biskupa Förstera, zaprojektował kościół pw. Najświętszej Marii Panny (Mariacki) w Katowicach, które jeszcze wtedy nie miały praw miejskich. W tym samym roku Langer rozpoczął realizację największego swojego projektu – kościoła pw. św. Michała we Wrocławiu. Praca szła dobrze, jednak w 1868 nastąpiła katastrofa budowlana – zawaliła się wówczas jedna z wież świątyni, co spowodowało utratę zamówień ze strony wrocławskiego kościoła na wiele lat. Pierwsze zlecenie nastąpiło dopiero w 1891.
Alexis Langer był twórcą płodnym, działającym przede wszystkim w zakresie architektury sakralnej, rzadziej świeckiej (np. ratusz w Ząbkowicach Śląskich). Większość jego kościołów znajduje się na Śląsku – najbardziej znane znajdują się we Wrocławiu, Wałbrzychu, Katowicach, Bielawie, Legnicy, ale niektóre są też w Wielkopolsce, a nawet na Kujawach. Intensywnie pracował do późnych lat, w ostatnim okresie życia stworzył m.in. projekty kościołów w Wałbrzychu, Obornikach Śląskich, Legnicy i Rawiczu. Ostatnim jego dziełem był kościół pw. Trójcy Świętej w Legnicy, projektował go w 1901 r., a budowę realizował w latach 1902–1904. Zmarł 21 września 1904 r. Został pochowany przy prezbiterium zaprojektowanej przez siebie kaplicy św. Wawrzyńca na dawnym cmentarzu katedralnym we Wrocławiu. Grób nie zachował się.

## Wybrane dzieła
- 1853 – pasaż Pokoyhof – ciąg kamienic przy ul. Krupniczej i Włodkowica we Wrocławiu, w tym kamienica Pokoyhof
- 1854–1857 – kościół Matki Boskiej Bolesnej w Tułach
- 1857–1861 – kościół Trójcy Świętej w Lubaniu
- około 1858 – regotycyzacja detali gotyckiego kościoła św. Michała Archanioła w Świebodzinie
- 1858 – kaplica cmentarna św. Wawrzyńca we Wrocławiu, obecnie kościół zielonoświątkowy
- 1859–1861 – kościół Najświętszej Maryi Panny Niepokalanie Poczętej w Wołczynie
- 1859–1864 – kościół Niepokalanego Poczęcia Najświętszej Maryi Panny w Chrząstawie Wielkiej
- 1861–1863 – kościół św. Jana Chrzciciela w Smogorzowie
- 1862–1865 – ratusz w Ząbkowicach Śląskich, z częściowym wykorzystaniem starszych murów z XVI wieku, ze strzelistą, ośmiokondygnacyjną wieżą
- 1862–1879 – kościół Niepokalanego Poczęcia Najświętszej Maryi Panny w Katowicach, jednonawowy z rzędami kaplic międzyprzyporowych i wieżą frontową
- 1862–1871 – kościół św. Michała Archanioła we Wrocławiu, bazylika transeptowa z dwuwieżową fasadą
- 1868–1876 – kościół Wniebowzięcia Najświętszej Maryi Panny w Bielawie, hala z transeptem i wieżą frontową
- 1868–1870 – neogotyckie prezbiterium dobudowane do manierystycznego kościoła Trójcy Świętej w Żmigrodzie
- 1869 – projekt ołtarza głównego w kościele św. Piotra i Pawła w Namysłowie (zrealizowany przez Carla Buhla i Ferdinanda Wintera)
- 1874 – pomnik Zwycięstwa 1870–1871, odsłonięty na nadodrzańskiej cz. Promenady, naprzeciwko Ostrowa Tumskiego we Wrocławiu (ob. pl. Polski) – nieistniejący, rozebrany po II wojnie światowej[5][6]
- 1877–1883 – przebudowa dziedzińca i wnętrz pałacu w Osieku Grodkowskim Kurta von Ohlena[7]
- 1883 – neogotycka kaplica grobowa w parku pałacowym Kurta von Ohlena w Osieku Grodkowskim
- 1885–1886 – kościół św. Barbary w Gryżynie (powiat kościański), halowy, wybudowany z fundacji rodziny von Lossow
- 1887–1890 – Kościół św. Wawrzyńca w Wonieściu (powiat kościański), z częściowym wykorzystaniem dawnych murów gotyckich
- 1888–1894 – Kościół Najświętszej Maryi Panny Śnieżnej w Krzycku Małym k. Leszna
- 1896–1900 – Kościół św. Walentego i Macierzyństwa Bożego Maryi Dziewicy w Pakosławiu (powiat rawicki)
- 1889–1891 – Kościół Świętych Apostołów Piotra i Pawła w Tucznie (powiat inowrocławski), z transeptem i wieżą frontową
- 1898–1901 – Kościół św. Jana Chrzciciela w Kołdrąbiu (powiat żniński)
- 1898–1904 – kolegiata Najświętszej Maryi Panny Bolesnej i św. Aniołów Stróżów w Wałbrzychu, hala transeptowa z wieżą przy korpusie
- 1899–1901 – kościół Najświętszego Serca Pana Jezusa w Obornikach Śląskich, z narożną wieżą frontową
- 1900–1904 – kościół św. Trójcy w Legnicy, halowy z transeptem i wieżą narożną
- 1902–1907 – kościół Chrystusa Króla i Zwiastowania Najświętszej Maryi Panny w Rawiczu, pseudohalowy z oktagonalną wieżą frontową